# Tinariwen
Tinariwen (w języku tamaszek ⵜⵏⵔⵓⵏ, tinariwén, czyli Pustynie) – malijski zespół muzyczny założony w 1979 grający muzykę należącą do gatunku tishoumaren, będącego połączeniem tradycyjnej muzyki Tuaregów oraz bluesa, w którym ważną rolę spełniają również teksty dot. aspiracji niepodległościowych Tuaregów.

## Historia
Zespół został założony w 1979 roku w obozie tuareskich rebeliantów w Libii. Grupa aktywnie wspiera długoletnią walkę tego saharyjskiego ludu o niezależne państwo, koncertując regularnie w krajach Europy i Ameryce Północnej. Część utworów zespołu powstała w języku francuskim.
Choć Tinariwen wydał swój pierwszy studyjny album na płycie kompaktowej dopiero w 2002 roku, w swoim dorobku ma sporą liczbą amatorsko nagrywanych kaset, których posiadanie było w Mali poważnym wykroczeniem przez wiele lat, w związku z powstaniem Tuaregów na początku lat 90. – niektórzy muzycy brali w nim czynny udział. Płyta Amassakoul z 2004 roku dała grupie międzynarodowy rozgłos: zespół zagrał m.in. na festiwalu w Roskilde, brał udział w inicjatywie Live 8, a na swoje koncerty zaprosili ich Carlos Santana i The Rolling Stones. Formacja otrzymała również w 2005 prestiżową nagrodę radia BBC – BBC Radio 3 Awards for World Music w kategorii Afryka. Kolejny album Tinariwena ukazał się w 2006 roku. Aman Iman to w języku tamaszek „Woda Życia”. Od tamtej pory zespół wydał jeszcze pięć albumów.
1 lipca 2010 r. wystąpili w Polsce na Heineken Open’er Festival odbywającym się w Gdyni na lotnisku Kosakowo.
Tematyka poruszana w kompozycjach Tinariwena dotyka ważnych problemów społecznych współczesnych Tuaregów, związanych z porzucaniem wędrownego trybu życia, masową migracją do miast północnego Sahelu i zatracaniem narodowej tożsamości koczowników. Miejscowy polityk Iyad Ag Ghali sponsorował nawet grupę w podziękowaniu za jej wkład w popularyzację wiedzy o kulturze Tuaregów na świecie. Formacja wykonuje tradycyjną muzykę afrykańskich Berberów, pomimo wykorzystania nowoczesnych instrumentów. Tinariwen uważa się za pierwszy tuareski zespół, który zastosował w swojej muzyce gitary elektryczne, a jedyną osobą, która pojawiła się na jego płytach z typowo berberyjskim instrumentem, był Anglik Justin Adams. Obecnie jest on głównym menedżerem grupy.

## Dyskografia

### Albumy studyjne
Źródło:
- The Radio Tisdas Sessions (2002)
- Amassakoul (2004)
- Aman Iman (2007)
- Imidiwan (2009)
- Tassili (2011)
- Emmaar (2014)
- Elwan (2017)
- Amadjar (2019)

### Minialbumy
Źródło:
- Tassili Remix E.P. (2012)
- Inside/outside Joshua Tree Acoustic Sessions (2014)

### Albumy koncertowe
- Live In London (2008)[11]
- Tunng & Tinariwen – Live @ Koko (2010)[11]
- Live In Paris (2015)[10]

### Single
Źródło:
- Chet Boghassa (2008)
- Imidiwan Ma Tenam  (2011)
- Tiwayyen (2014)
- Toumast Tincha (2014)